# Linzi
Linzi var en oldtidsby i Kina, ruinerne ligger i Shandong-provinsen. Linzi var hovedstaden for Qi-staten. Linzi var hovedsageligt bygget af træ, og der er derfor ikke meget tilbage af byen. Bedst bevaret er byens kæmpe bymure, som beskyttede byen.
Da det herskende Zhou-monarki faldt fra hinanden i år 771 f.Kr., mistede Kina den centrale myndighed, som kunne styre landet. De tidligere vasalstater blev til selvstændige stater, som begyndte at bekrige hinanden. Denne tidsperiode kaldes for "De Krigende Staters". Byer fra denne periode så som: Linzi, Handan hovedstad i Zhao-staten og Ying hovedstad i Chu-staten, var svært befæstet med store bymure.
36°52′58″N 118°21′19″Ø / 36.8829°N 118.3554°Ø